# Політична орієнтація
Політична орієнтація (франц. orientation — звернений на схід, від лат. oriens — схід) — певні уявлення політичних суб'єктів про цілі, завдання діяльності політичних партій, політичного режиму, суспільства в цілому.
Політична орієнтація — це, з одного боку, певні словесно оформлені ідеї та цінності, з іншого — несвідомі або не цілком свідомі мотиви, які людина переживає на емоційному рівні.

## Співвідношення понять «політична орієнтація» та «політичний вибір»
Політична орієнтація обумовлює політичний вибір, який залежить від сформованості особистості, рівня її соціалізації, політичної культури, а також від особливостей суспільних відносин, рівня демократизації суспільства.
Вибір може бути груповим та індивідуальним. Груповий вибір часто здійснюють автоматично, під впливом групової орієнтації, особливо на ранньому етапі соціалізації особи, за несформованої політичної культури. Такий вибір найчастіше домінує в нестабільних суспільствах, на перехідних етапах їх розвитку та існування. Індивідуальний — притаманний людині з високим рівнем соціально-психологічного, духовного розвитку, громадсько-політичної активності.
Вибір орієнтації не завжди є остаточним. Це — динамічний процес, який часто супроводжується елементами дезорієнтації або цілковитою дезорієнтацією.

## Підходи до політичного вибору орієнтації
Політологи виокремлюють чотири підходи щодо політичного вибору: ситуаційний, соціологічний, маніпулятивний та індивідуально-психологічний.
Ситуаційний підхід. Базується на твердженні, що будь-яка політична орієнтація є реакцією на конкретно-історичну ситуацію.
Соціологічний підхід. Спрямований на аналіз взаємозалежності між індивідуальним і груповим політичним вибором відповідно до соціально-політичної ситуації в суспільстві.
Маніпулятивний підхід. Ґрунтується на здійсненні вибору відповідно до психолого-політичного зовнішнього впливу, а то й просто маніпуляцій. При цьому активно використовуються різноманітні політичні, психологічні комунікації й технології. За інтенсивного розвитку засобів масової інформації, зростання ролі засобів зв'язку в політичному житті маніпулятивний підхід відіграватиме неабияку роль у формуванні громадської думки, особливо в нестабільних суспільствах, де недостатньо розвинуті демократичні засади.
Індивідуально-психологічний підхід. За основу вибору бере особистісні психологічні якості (вроджені, набуті). Фундатор його — основоположник неофрейдизму Теодор Адорно, що обстоював ідею «авторитарної особистості». На його думку, авторитарна особа відрізняється від інших не лише соціально-політичними чи етнонаціональними орієнтаціями й установками, а й особистісними рисами. Їй він протиставляв демократичну, ліберальну особистість. Цю проблематику досліджував Е. Фромм, спеціалісти з інших галузей знань.